# Harmon Northrop Morse
Harmon Northrop Morse (ur. 15 października 1848, zm. 8 września 1920) – amerykański chemik. Dziś znany jest głównie z odkrycia paracetamolu (acetaminofenu), ale substancja ta stała się słynna dopiero po jego śmierci. W pierwszej połowie dwudziestego wieku znany był ze swoich badań nad ciśnieniem osmotycznym za które dostał nagrodę medalu Avogadro w 1916. Równanie Morse’a do obliczania ciśnienia osmotycznego zostało nazwane właśnie po Harmonie Northropie Morse’ie.

## Członkostwa
- 1914 – członek American Academy of Arts and Sciences[5]